# 夜の声 (小説)
『夜の声』（よるのこえ、原題：The Voice in the Night）は、イギリスの作家ウィリアム・H・ホジスンによる短編小説。他の訳題に『闇の声』、『闇の海の声』、『闇の中の声』などがある。
初出はパルプマガジン「Blue Book Magazine」1907年11月号。
本作は多数のアンソロジーに収録されており（下記「日本語訳」の項参照のこと）、日本の特撮映画『マタンゴ』（1963年）の原作となったことでも知られる。

## あらすじ
凪の中、濃密なもやに包まれて停止中のスクーナーに、1艘の手漕ぎボートが近づいていく。
ボートを漕いでいる男はスクーナーの船員に声をかけ、ランタンの灯りを遠ざけてくれるように頼むと、自分は難破した船の乗客だったと話し、婚約者のために食糧を分けてくれないかと乞う。船員はいくばくかの食糧を入れた木箱を海に浮かべ、ボートの方へ押しやった。
その夜、暗く星の輝きすらない遅くに再び現れたボートの男は、婚約者は食糧に感謝していたがもうすぐ死ぬと言い、自らの体験を話し始める。
帆船アルバトロス号が遭難し、男と婚約者は乗組員に見捨てられ、難破船に取り残された。船を脱出した2人は小島に漂着するが、そこは菌類に厚く覆われ、食糧になりそうなものは草も鳥も魚も無く、唯一食べられそうなものはキノコだけであった。しかし、2人はキノコを食べた者がやがてキノコに成り果てていくことを知る。
夜明けが迫り、薄明かりの中を男は島に戻っていく。それを見送る船員には、ほとんど人間とはいえない奇妙な形のものがボートを漕ぐ姿が、かすかに見えていた。

## 日本語訳
闇の声
訳：大門一男
- S-Fマガジン 1961年9月臨時増刊号に掲載。
- 『怪獣文学大全』(河出文庫、編：東雅夫、1998年）に収載 ISBN 9784309405452

闇の海の声
訳：各務三郎
- 『アンソロジー・恐怖と幻想(2)』（月刊ペン社、監修：矢野浩三郎、1971年）に収載。
- 『怪奇と幻想(2)　超自然と怪物』（角川文庫、編：矢野浩三郎、1975年）に収載
- 『幻獣の遺産―憑依化現』（北宋社、1994年）に収載 ISBN 9784938620592
- 『幻想小説大全―鳥獣虫魚』（北宋社、2002年）に収載 ISBN 9784894630512

夜の声
訳：井辻朱美
- 『夜の声』（創元推理文庫、1985年）に収載。 ISBN 9784488536015

闇の中の声
訳：小倉多加志
- 『海ふかく』（アーカム・ハウス叢書、1986年）に収載 ISBN 9784336026521

夜の声
訳：坂崎麻子
- 『七つの恐怖物語』（偕成社文庫、編訳：坂崎麻子、1992年）に収載 ISBN 9784036519002

闇の海の声
訳：矢野浩三郎
- 『墓場から帰る』（岩崎書店、恐怖と怪奇名作集(7)、1993年）に収載 ISBN 9784265032570

夜の声
訳：秋川久美子
- 『英米ホラーの系譜』（ポプラ社、ホラーセレクション(9)、編：金原瑞人、2006年）に収載 ISBN 9784591090800

夜の声
訳：植草昌実
- ナイトランド・クォータリー　vol.15 海の幻視（アトリエサード）に掲載　ISBN 9784883753345